# 국경복
국경복(鞠慶福, 1956년 10월 24일~)은 대한민국의 정무직 공무원이다. 제5대 국회예산정책처장이다. 본관은 담양

## 학력
- 1980년 : 원광대학교 경영학 학사
- 1983년 : 전북대학교 대학원 경제학 석사
- 1992년 : 파리제1대학교 대학원 경제학 박사

## 경력
- 1981년 : 제5회 입법고시 합격
- 1981년 4월 ~ 1994년 1월 : 예산결산특별위원회 입법조사관
- 1994년 1월 : 국회사무처 기획예산실 교육담당관
- ~ 1997년 9월 : 국회사무처 기획조정실 행정관리담당관
- 1997년 9월 ~ 2000년 9월 : 국회사무처 프랑스 주재관
- 2001년 5월 ~ 2002년 2월 : 국회운영위원회 입법심의관
- 2002년 2월 ~ 2004년 1월 : 국회사무처 예산정책국 국장(2급)
- 2005년 1월 ~ 2006년 7월 : 정무위원회 전문위원
- 2006년 7월 ~ 2008년 9월 : 국회예산정책처 예산분석실 실장(1급)
- 2008년 9월 ~ 2009년 1월 : 예산결산특별위원회 수석전문위원
- 2008년 4월 ~ 2010년 3월 : 한국재정학회 이사
- 2009년 1월 ~ 2013년 1월 : 기획재정위원회 수석전문위원
- 2013년 1월 ~ 2013년 2월 : 국회사무처 의정연수원 교수
- 2013년 2월 ~ 2015년 2월 : 국회예산정책처 처장(차관급)
- 원광대 재경동문회 수석부회장

## 서훈
- 1990년 : 국회의장 표창
- 2003년 : 근정포장
- 2004년 : 국방부장관 표창
- 2012년 : 홍조근정훈장(3등급)

| 전임 주영진 | 제5대 국회예산정책처장 2013년 2월 28일 ~ 2015년 2월 23일 | 후임 김준기 |